# پابرهنه (آلبوم کاظم الساهر)
حافیه القدمین نام یکی از آلبوم‌های کاظم الساهر، خواننده، شاعر و آهنگساز عراقی است. این آلبوم که مشتمل بر ۱۲ آهنگ می‌باشد در سال ۲۰۰۳ میلادی و توسط شرکت عربستانی روتانا منتشر شد.

## آهنگ‌ها
| #  | نام آهنگ                                                            | شاعر                     |
| -- | ------------------------------------------------------------------- | ------------------------ |
| ۱  | "کل ما تکبر تحلا"                                                   | کریم العراقی             |
| ۲  | "صباحک سکر"                                                         | نزار قبانی               |
| ۳  | "الحلوة"                                                            | کاظم الساهر اسعد الغریری |
| ۴  | "هل عندک شک"                                                        | نزار قبانی               |
| ۵  | "درب الألم"                                                         | عزیز الرسام              |
| ۶  | "أبوس روحک"                                                         | کاظم السعدی              |
| ۷  | "العزیزَین"                                                          | کریم العراقی             |
| ۸  | "تقولین الهوا"                                                      | نزار قبانی               |
| ۹  | "منو إنتَ"                                                           | کاظم الساهر              |
| ۱۰ | "حوار مع النفس"                                                     | الناصر                   |
| ۱۱ | "منین إنتَ"                                                          | کریم العراقی             |
| ۱۲ | "انتهت الحرب" - به همراه سارا برایتمن (به انگلیسی: The War Is Over) | کریم العراقی بخش عربی    |